# Jennifer Ferrin
Jennifer Ferrin (Lawrenceville, 25 februari 1979) is een actrice die in de Verenigde Staten bekend werd door de rol van Jennifer Munson in de soapserie As the World Turns. Ze speelde deze rol van 2003 tot en met 2006. 
In 2007 speelde Jennifer Ferrin een gastrol in de televisie-serie The Kill Point als Chloe.

## Carrière

### Vaste Rollen
- As the World Turns - Jennifer Munson (2003-2006)

### Gastrollen
- Dawson's Creek - Betsie (2002)
- The Locket - Esther (2002)
- Rescue Me - Sara (2006)
- 3Lbs - Penny Marx (2006)
- The Kill Point - Chloe (2007)
- Life on Mars - Ruth Tyler (2008)
- The Blacklist - Anna McMahon (2019)

- Bibliothèque nationale de France: cb16576027s (data)
- Gemeinsame Normdatei: 1225132312
- International Standard Name Identifier: 0000 0003 6656 5533
- Library of Congress Control Number: no2016048156
- Virtual International Authority File: 232484614
- WorldCat: E39PBJwX3JGRpKdKT4vdW8FBT3